# Cointa
Cointa (Quinta o Quina), fue una santa y mártir durante las persecuciones del emperador Decio. Según se extrae de la Historia Eclesiástica de Eusebio (VI,41), Cointa fue martirizada al llevar el pie atado a un caballo y ser arrastrada por las calles de Alejandría.